# Jarszewko
Jarszewko (deutsch Jassow am Haff) ist ein Dorf in der Gemeinde Stepnica (Stepenitz) in der polnischen Woiwodschaft Westpommern.

## Geographische Lage
Jarszewko liegt in Hinterpommern, rund 14 km nordöstlich von Stepnica, 150 Kilometer nordöstlich von Berlin und 1,5 Kilometer vom Stettiner Haff (Zalew Szczeciński) entfernt. Das Dorf ist vom Gollnower Urwald (Puszcza Goleniowska) umgeben. 
Die Entfernung zum  Flughafen Stettin-Goleniów beträgt etwa 25 Kilometer. 

## Geschichte
Die erste urkundliche Erwähnung des Ortes fällt in das Jahr 1590. Jassow wurde als Straßendorf angelegt, doch bildeten sich drei Ortsteile heraus. Der Ort gehörte im 18. Jahrhundert der pommerschen Adelsfamilie von Flemming, und administrativ war er jeweils den Ortschaften Piaski und Brzozowo untergeordnet. Mit der Zeit entwickelte sich Jassow zu einem kleinen Haufendorf. In Jassow bestand ein landwirtschaftliches Großgut, und im Jahre 1870 zählte die dazugehörige Ortschaft etwa 260 Einwohner. 1880 wurde eine Windmühle nach niederländischen Vorbild errichtet.
Gegen Ende des Zweiten Weltkriegs wurde Jassow Anfang März 1945 von der Roten Armee besetzt. Bei den Kampfhandlungen wurde die Windmühle zerstört. 
Nach Kriegsende wurde Jassow unter polnische Verwaltung gestellt und in Jarszewko umbenannt. Das Dorf hat etwa 80 Einwohner.
Die heutige Bebauung stammt größtenteils aus der Jahrhundertwende. Heute ist der Tourismus für das Dorf von großer Bedeutung, und es werden verstärkt Ferienhäuser gebaut. Westlich von Jassow, am Stettiner Haff, befindet sich ein Badestrand, und die Umgebung ist mit Rad- und Wanderwegen touristisch erschlossen.